# Гробглас, Яэль
Яэль Гробглас (ивр. יעל גרובגלס‎, англ. Yael Grobglas; род. 30 мая 1984) — израильская актриса.

## Биография и карьера
Гробглас родилась в Париже, Франция, и в трёхлетнем возрасте вместе с родителями переехала в Израиль, где начала свою актёрскую карьеру. Она снималась в сериалах Ha-E (2007—2009) и «Сплит» (2011—2012), а затем переехала в США, чтобы продолжить карьеру на американском телевидении.
После переезда в США, Гробглас получила главную роль в пилоте The CW «Отбор». После неудачи с пилотом она получила второстепенную роль в другом шоу канала, «Царство». В следующем году Гробглас получила роль основной злодейки в сериале The CW «Девственница Джейн».
С 2006 года Гробглас в отношениях с израильским бизнесменом Артёмом Крупенёвым, её школьным возлюбленным. 17 января 2020 года она объявила, что родила девочку Ариэль.

## Фильмография
| Год       | Название на русском | Название на английском | Роль              | Примечания                   |
| --------- | ------------------- | ---------------------- | ----------------- | ---------------------------- |
| 2007—2009 |                     | Ha-E                   | Джини             | Регулярная роль, 72 эпизода  |
| 2010      | Бешеные             | Kalevet                | Шир               |                              |
| 2011—2012 | Сплит               | Hatsuya                | Ной               | Регулярная роль, 45 эпизодов |
| 2013      | Отбор               | The Selection          | Америка Сингер    | Пилот                        |
| 2013—2014 | Царство             | Reign                  | Оливия Д’Аменкорт | 7 эпизодов                   |
| 2014—2018 | Девственница Джейн  | Jane the Virgin        | Петра Солано      | Регулярная роль              |
| 2017—2018 | Супергёрл           | Supergirl              | Пси               |                              |
| 2018      | Интервью с Богом    | An Interview with God  | Сара Ашер         |                              |